# SodaStream
SodaStream és un dispositiu per preparar amb aigua amb gas, seguint els principis de l'invent que Guy Gilbey va construir el 1903. L'aparell permet als usuaris carbonatar aigua potable i fer gasoses en afegir-hi un xarop, els usuaris poden fer begudes de més de cent sabors diferents. La companyia es va fusionar amb SodaClub el 1998, aleshores va ser rellançada fent èmfasi en els refrescos saludables. Sodastream va començar a cotitzar en la borsa de valors NASDAQ el novembre de 2010. SodaStream té la seu central a la colònia de Ma'ale Adumim, Israel. La companyia disposa de tretze plantes de producció.
Fins 2015, l'empresa tenia la seva planta principal a Mishor Adumim, prop de l'assentament de Ma'ale Adumim a Cisjordània, creant una gran polèmica i una campanya de boicot. La campanya va resultar en el tancament de la fàbrica de Ma'ale Adumim en Octubre de 2015, i més de 500 treballadors palestins van perdre els seus llocs de treball. La fàbrica es va traslladar a una nova instal·lació a Lehavim. En la seva publicitat, l'empresa s'enfoca en l'atractiu mediambiental en utilitzar aigua potable i cilindres de gas retornables. SodaStream ha participat en diversos projectes ecològics que inclouen la reducció de les deixalles, la neteja de platges i la repoblació forestal.